# Saint-Alexis (Québec)
Pour les articles homonymes, voir Saint-Alexis.
Saint-Alexis est une municipalité de la municipalité régionale de comté (MRC) de Montcalm au Québec (Canada), située dans la région administrative de Lanaudière. Le gentilé des habitants de Saint-Alexis est « Alexinois » et « Alexinoise ». Saint-Alexis est généralement considérée comme l'une des quatre municipalités de la Nouvelle-Acadie.

## Toponymie
Le nom de Saint-Alexis commémore le chanoine Alexis-Frédéric Truteau (1808-1872). Ce dernier a été ordonné en 1830 et occupait le poster de chancelier de l'évêque de Montréal, Mgr Ignace Bourget, lors de la création de l'érection canonique de la paroisse, en 1851. Le chanoine Truteau se rendit célèbre lors de l'« affaire Guibord », quand il refusa la sépulture chrétienne à Joseph Guibord (1809-1869) à la suite d'un décret romain obtenu par l'évêque condamnant l'Institut canadien.
Le bureau de poste porte quant à lui le nom de « Saint-Alexis-de-Montcalm ».

## Histoire

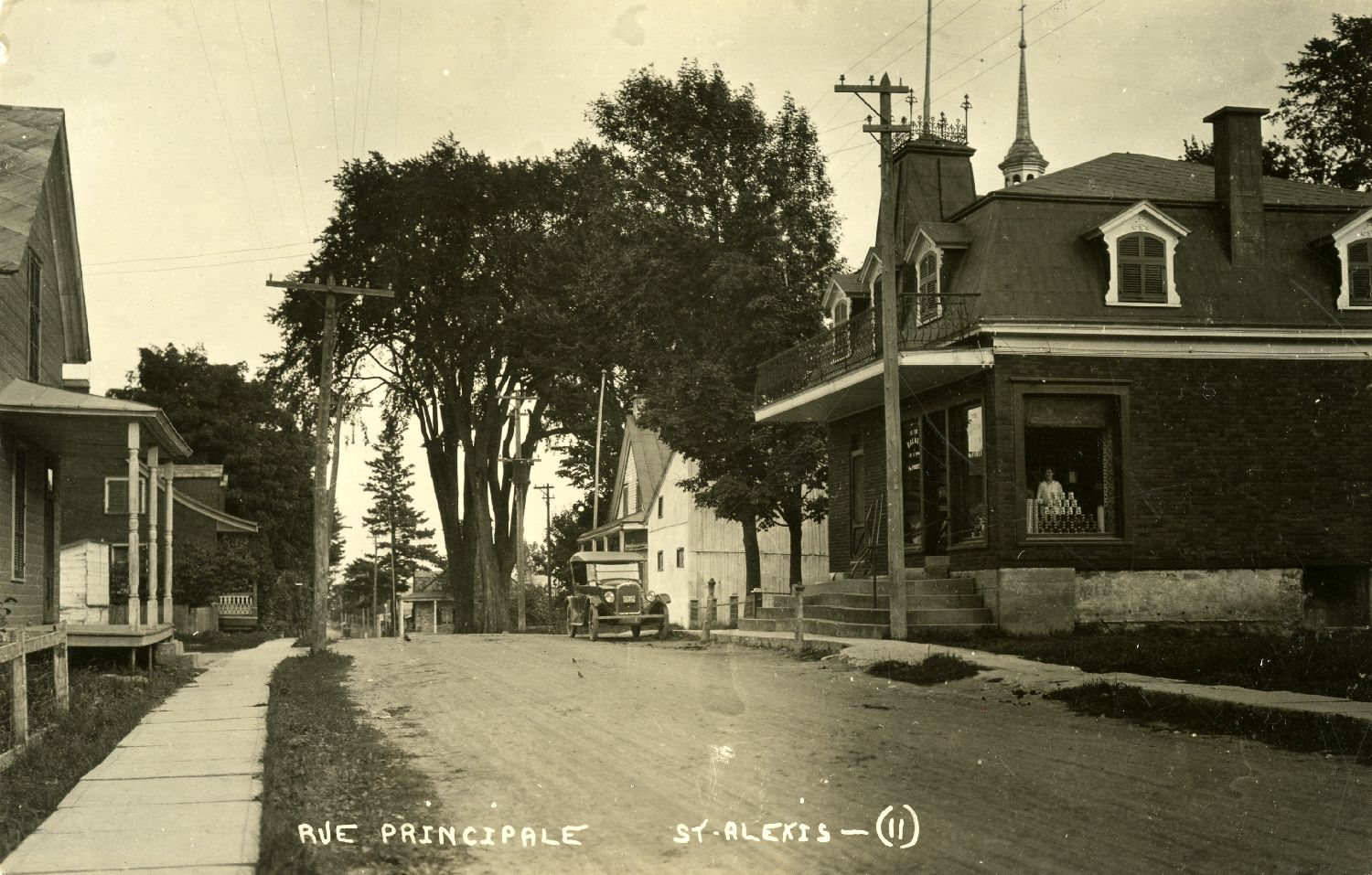
Rue Principale à Saint-Alexis, 1930

La municipalité forme, avec les municipalités voisines de Saint-Jacques, Sainte-Marie-Salomé et Saint-Liguori, la région de la Nouvelle-Acadie, où de nombreux Acadiens se sont installés au XVIIIe siècle dans les suites du Grand Dérangement,. On y célèbre chaque année le Festival acadien de la Nouvelle-Acadie.
Le 19 décembre 2012, la municipalité de la paroisse de Saint-Alexis (constituée le 16 novembre 1920) et la municipalité du village de Saint-Alexis (constituée le 1er juillet 1855) ont fusionné pour devenir la municipalité de Saint-Alexis.

## Géographie
À part le ruisseau Saint-Georges qui est un affluent de la rivière L'Assomption, les cours d'eau dans la municipalité font partie du bassin versant de la rivière Saint-Esprit.

## Démographie
| 2001 | 2006 | 2011  | 2016  | 2021  |
| ---- | ---- | ----- | ----- | ----- |
| 757  | 722  | 1 367 | 1 308 | 1 370 |

## Administration
Les élections municipales se font en bloc pour le maire et les six conseillers.
| Saint-Alexis (ville) Maires depuis 2001                                                                              |                                         |                                         |          |
| Élection | Maire                                   | Qualité                                 | Résultat |
| 2001 | Adélard Éthier                          |                                         | Voir     |
| 2005 | Adélard Éthier                          | Voir                                    |          |
| 2009 | Adélard Éthier                          | Voir                                    |          |
| 2013 | Élection annulée en raison de la fusion | Élection annulée en raison de la fusion | Voir     |
| 2017 | Robert Perreault                        |                                         | Voir     |
| 2021 | Michel Ricard                           |                                         | Voir     |
| Élection partielle en italique Depuis 2005, les élections sont simultanées dans toutes les municipalités québécoises |                                         |                                         |          |

| Saint-Alexis (paroisse) Maires depuis 2001 |                                                                       |                                                                       |                                                                       |
| Élection                                   | Maire                                                                 | Qualité                                                               | Résultat                                                              |
| 2001                                       | Robert Perreault                                                      |                                                                       | Voir                                                                  |
| 2005                                       | Robert Perreault                                                      | Voir                                                                  |                                                                       |
| 2009                                       | Robert Perreault                                                      | Voir                                                                  |                                                                       |
| 2012                                       | Fusion de la municipalité de paroisse avec la municipalité de village | Fusion de la municipalité de paroisse avec la municipalité de village | Fusion de la municipalité de paroisse avec la municipalité de village |

## Édifices publics
- Hôtel de ville : 258, rue Principale, bureau 100, J0K 1T0
- Église
- École primaire : École Notre-Dame
- Comptoir postal : J0K 1T0
- Caisse populaire : Caisse populaire Desjardins de Montcalm et de la Ouareau

## Activités économiques prédominantes
- Agriculture : Exploitations céréalières, maraîchères
- Élevage : Porcs, bovins laitiers et volailles.
- Acériculture

## Éducation
La Commission scolaire des Samares administre les écoles francophones:
- École Notre-Dame[10]

La Commission scolaire Sir Wilfrid Laurier administre les écoles anglophones:
- École primaire Joliette à Saint-Charles-Borromée[11]
- École secondaire Joliette à Joliette[12]